# Гордиенко, Сергей Владимирович
Сергей Владимирович Гордиенко (укр. Сергій Володимирович Гордієнко; род. 7 мая 1971, Киев) — украинский тренер по боксу. Главный тренер национальной сборной команды Украины по боксу среди женщин (2013—2021). Тренер боксёров-профессионалов Максима Бурсака и Дмитрия Никулина. Личный тренер чемпионки мира по боксу Марии Бовы. Заслуженный тренер Украины, Заслуженный работник физической культуры и спорта Украины.

## Биография

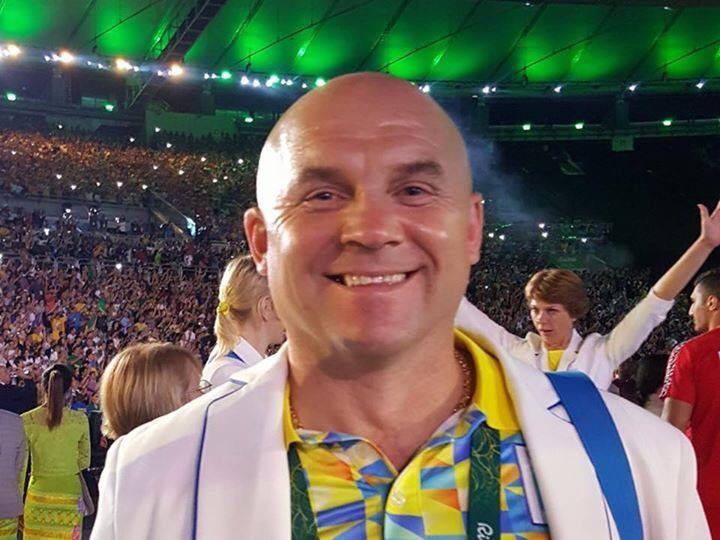
Сергей Гордиенко

Родился 7 мая 1971 года в Киеве в семье работников Киевского государственного завода «Буревестник». Отец Владимир Андреевич Гордиенко занимался боксом, кандидат в мастера спорта СССР, привёл сына в секцию в 9 лет. Сергей начал заниматься боксом под руководством Заслуженного тренера Украины Эдуарда Виноградова и Заслуженного тренера Украинской ССР Владимира Кушнира.
В 1987 году выиграл Всесоюзные юношеские игры в г. Кутаиси и выполнил норматив Мастера спорта СССР, в этом же году выиграл первенство СССР среди юношей. Четырёхкратный победитель первенств Украинской ССР. Входил в состав юниорской сборной СССР.
Провёл 136 боёв — 131 победил.
В 1988—1992 годах — учился и окончил Киевский государственный университет физической культуры и спорта, получил диплом «тренер-преподаватель по боксу».
С 1992 года работал тренером в спортклубе «Восход» г. Киева. В 2005 году работал тренером в промоутерской компании National Box Promotion.
С 2006 года работал тренером в детско-юношеской спортшколе «Восход». Где и начал тренировать будущего чемпиона мира среди молодёжи по версии IBF Максима Бурсака. Под руководством Сергея Гордиенко и Эдуарда Виноградова Максим попал в сборную Украины по боксу и выполнил норматив мастера спорта Украины. В этом же спорт зале Сергей Владимирович начал тренировать девочек, одной из первых известных учениц стала мастер спорта Украины Марина Найдич (серебряный призёр чемпионата Европы 2010 среди девочек). С 2011 года начал работать с будущей чемпионкой мира по боксу среди женщин, многократной призёркой чемпионатов мира и Европы, Заслуженным мастером спорта Украины Марией Бовой. С Марией Сергей Владимирович работает уже более десяти лет. Также Сергей Владимирович подготовил мастера спорта международного класса Ангелину Бондаренко — чемпионка Мира среди юниоров 2013 года (Болгария), участница юношеских Олимпийских игр 2014 года (Китай), многократный призёр чемпионатов мира среди юношей и молодёжи.
С 2007 года работал тренером в промоутерской компании «К-2» промоушен Ukraine. Где подготовил ряд успешных боксеров профессионалов, таких как: чемпион Европы по версии WBO Дмитрий Никулин, интерконтинентальний чемпион по версии WBO, чемпион Европы EBU Максим Бурсак, интерконтинентальный чемпион по версии WBO Вячеслав Узелков, боксёры-профессионалы Константин Ровенский, Вадим Новопашин, Игорь Бурсак и Игорь Панькевич.
С 2013 по 2021 год работал главным тренером национальной сборной команды Украины среди женщин (элита). В 2015 году сборная команда Украины во главе с Сергеем Владимировичем отправилась на первые в истории Европейские игры в Баку. В 2016 году под руководством старшего тренера сборной Гордиенко участница сборной команды Татьяна Коб впервые в истории Украины завоевала лицензию в женском боксе на Олимпийские игры 2016 в Бразилии. На Олимпийских играх в Рио Татьяна Коб в очень спорном бою проигрывает двукратный олимпийской чемпионке Николе Адамс, заняв итоговое пятое место. Пройдя сложный период COVID-19, Сергей Владимирович Гордиенко сумел подготовить команду и на Олимпийские игры 2020 в Токио. Женская сборная Украины закрепила результаты прошлых игр и была представлена одной спортсменкой Анной Лысенко, которая в упорном бою проиграла двукратной чемпионке Мира турчанке Бусеназ Сурменели, заняв пятое место. За время работы Сергея Гордиенко на должности главного тренера сборной, команда под его руководством принесла в копилку Украины более 20 медалей различных проб с чемпионатов мира и Европы. Также под руководством Гордиенко тренировались известные украинские боксеры любители: мастер спорта международного класса, многократная чемпионка Украины Юлия Циплакова, мастер спорта международного класса, многократная чемпионка Украины Снежана Холодкова, мастер спорта международного класса, призёр Чемпионата Европы, многократная Чемпионка Украины Иванна Крупеня.
Сергей Владимирович Гордиенко имеет 3 звезды AIBA, диплом тренера высшей категории Украины.
Женат, двое детей. Дочь — Анастасия, сын — Максим (мастер спорта по боксу (призёр первенства Украины среди молодёжи).

## Воспитанники
1. Максим Бурсак — чемпион мира IBF среди молодёжи 2008, чемпион интерконти WBO 2009 г., чемпион Европы EBU 2013 г. 45 боев — 37 побед — 2 ничьи[15].
2. Дмитрий Никулин — чемпион Европы WBO 2009 г. 30 боев — 29 побед.
3. Вячеслав Узелков — чемпион интернешнл IBO 2013 г. 34 боя — 30 побед[16][17].
4. Мария Бова — чемпионка мира среди женщин (элита) 2012 года (Китай), серебряная призёр чемпионата Европы среди женщин (элита) 2011 г. (Нидерланды), 2-х кратная бронзовая призёр чемпионата Европы среди женщин (элита) — 2018, 2019 годов (Болгария, Испания), серебряная призёр чемпионата мира 2018 года (Индия).
5. Ангелина Бондаренко — чемпионка мира среди юниоров 2013 г. (Болгария), бронзовая призёр чемпионата мира среди молодёжи (лицензионный к юношеским ОИ) 2014 г. (Болгария)[18], участница юношеских ОИ 2014 г. (Китай), серебряная призёр чемпионата мира среди женщин-молодёжи 2015 г. (Тайбэй)
6. Марина Найдич — серебряная призёр чемпионата Европы 2010 г. (Франция), бронзовая призёр чемпионата Европы среди женщин-молодёжи 2012 г. (Польша)[19].

## Статистика
Медали сборной Украины по боксу среди женщин под руководством Сергея Гордиенко:
- Чемпионат Европы 2014 года — 1 золотая, 1 бронзовая медаль
- Чемпионат Европы 2016 года — 1 серебряная, 1 бронзовая медаль
- Чемпионат Европы 2018 года — 1 серебряная, 3 бронзовые медали[20]
- Чемпионат Европы 2019 года — 1 серебряная, 4 бронзовые медали
- Чемпионат мира 2014 года — 1 бронзовая медаль
- Чемпионат мира 2018 года — 2 серебряные медали